# Bhutans geografi

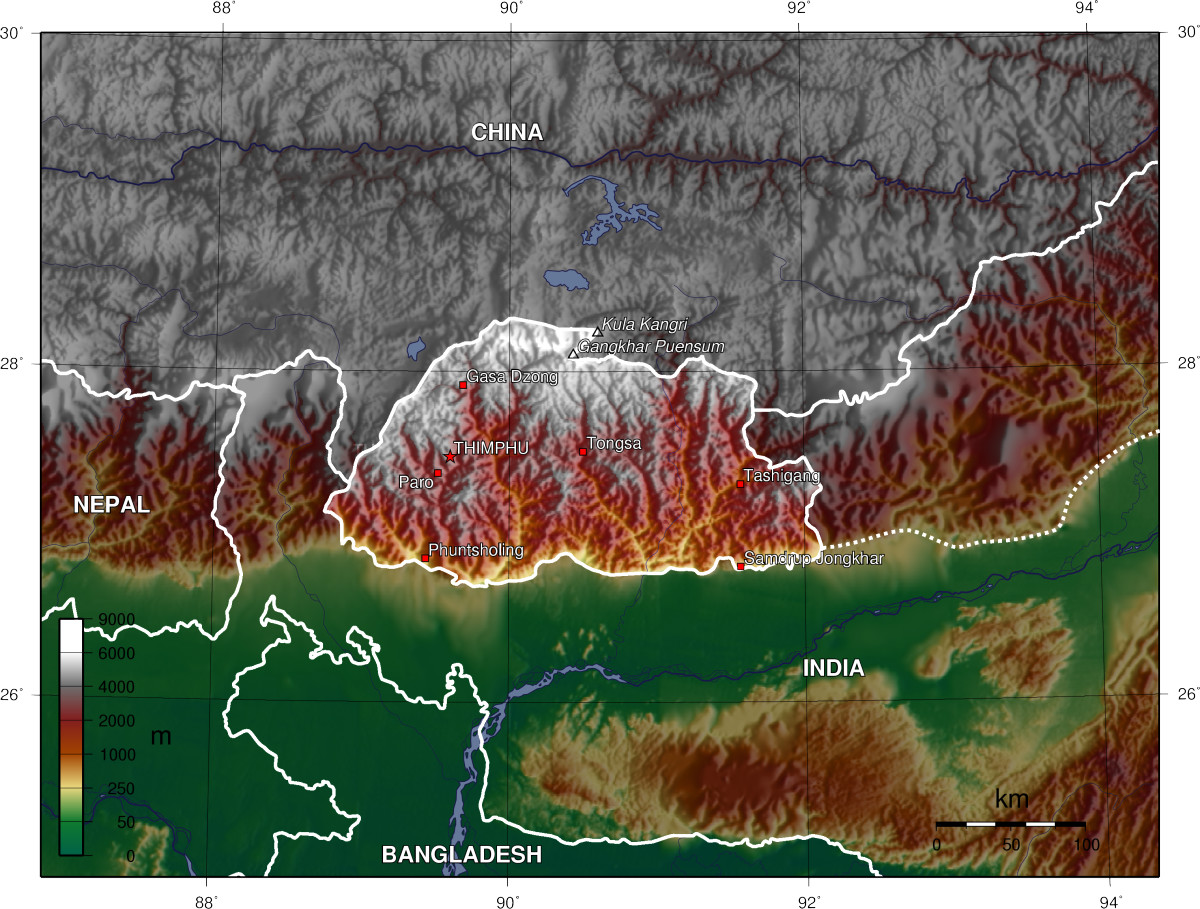
Topografisk karta över Bhutan

Bhutan (dzongkha: འབྲུག་ཡུལ་, tr Brug Yul, "Druk Yul"; nepali: भूटान, Bhutān), formellt Konungariket Bhutan, är ett kungadöme i södra Asien. Det är beläget vid Himalayas bergskedjas östra del och ligger mittemellan två länder. Kina finns i norr och nordväst, vilket även innefattar cirka 477 kilometer gräns med den autonoma regionen Tibet. Det andra landet är Indien som finns i söder, sydväst och öst. Bhutans totala gränser uppgår till 1 139 kilometer. Nepal finns i väster, Bangladesh i söder och Myanmar i sydöst men gränsar inte till Bhutan utan är närliggande länder. De två första, tidigare nämnda länderna är separerade från Bhutan av endast mycket små indiska territorier.
Bhutan är en mycket kompakt nation, som endast är lite längre än vad den är bred. Nationens territorium uppgår till cirka 38 400 kvadratkilometer. Landet har ingen kust och därmed inget vattenterritorium.

## Politisk geografi
Bhutan är indelat i 20 dzongkha (distrikt), vilka är indelade i 205 gewogs (byblock). Alla gewogs är i sin tur indelade i olika thromder (municipalsamhällen) för administration.

## Naturgeografi

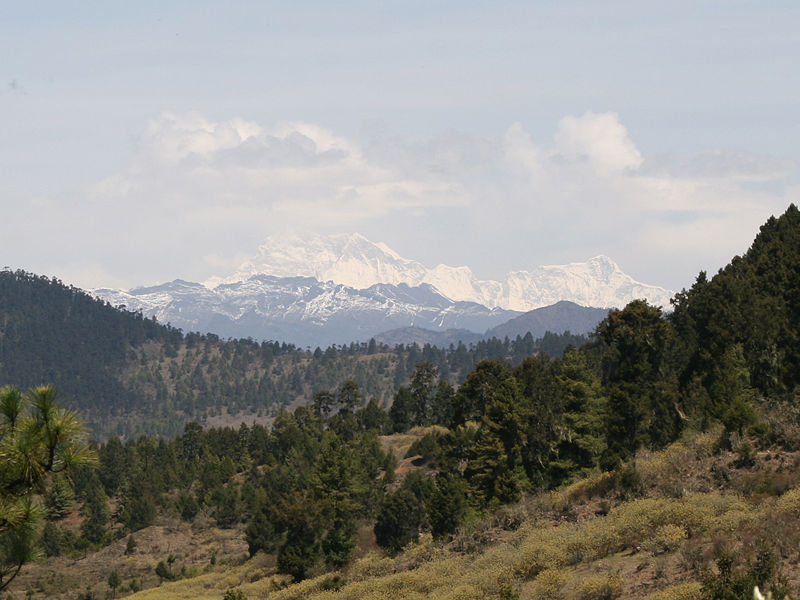
Vy över Gangkhar Puensum från Ura La, Bhutan

Bergskedjan Himalaya är dominant i norra delen av landet, där det finns ett flertal bergstoppar på minst 7 000 meter över havet. Bhutans högsta punkt är Gangkhar Puensum, vilket ryktas vara världens högsta klättrade berg, på 7 570 m ö.h.. I bergen är vädret extremt. De höga topparna är klädda med evig snö och de mindre bergen och ravinerna har kraftiga vindar året om, vilket gör dem till vindtunnlar på sommaren och frusna ödemarker på vintern. Snöstormarna som genereras i norr varje vinter driver ofta söderut, in i de centrala högländerna.
Nedanför de högsta topparnas sten och is ligger det stora området av östra Himalayas alpina buskar och ängar, som förutom gräsmarker innehåller ett stort antal olika Rhododendron och örtplantor.
Högländerna är den mest befolkade delen av landet; huvudstaden Thimphu ligger i den västra regionen. Den regionen kännetecknas av sina många floder (som strömmar in i Indiens Brahmaputra), dess isolerade dalar där majoriteten av befolkningen bor, samt de omfattande skogarna som täcker sjuttio procent av landet. Högländerna har östra Himalayas subalpina barrskogar vid högre höjder och östra Himalayas lövskogar vid lägre höjder. Där är vintrarna kalla, och somrarna heta. Regnsäsongen åtföljs av frekventa jordskred.
Bhutans dalar är länkade till en serie pass ("La" i Dzongkha ). Mellan dalarna Haa och Paro ligger Chele La (3 780 m ö.h.). Chele La är det högsta passet korsat av en bhutanesisk landsväg. Den långa vägen från Thimphu till Punakha passerar Dochu La (3 116 m ö.h.), som har 108 stupor byggda för att fira utvisningen av assamesiska gerillor. Öster om Wangdue Phodrang ligger Pele La (3 390 m ö.h.). Fortsatt österut längs huvudvägen ligger andra stora passager Yotang La, Shertang La, Wangthang La, Thrumshing La och Kori La (2 298 m ö.h.).
Den extrema sydliga delen av landet består mestadels av Himalayas subtropiska bredbladskogar som går in i de tropiska slätterna i Terai-Duars savanner och gräsmarker. Det är till stor del jordbruksmark, där det mestadels produceras ris. Endast två procent av Bhutan är åkermark.
Århundraden av isolering, en liten befolkning och topografiska ytterligheter har lett till att Bhutan upprätthåller ett av de mest intakta ekosystemen i världen. Landet ligger bland de tio främsta länderna i världen när det gäller arters täthet (artrikedom per område). Över 5 500 olika sorter av växtliv finns, inklusive omkring 300 medicinska sådana. Mer än 770 arter av avifauna och mer än 165 däggdjurarter är kända inom området, inklusive många sällsynta och utrotningshotade arter som den röda pandan, snöleoparden och den gyllene languren.

## Strategisk geografi
Bhutan, som ligger mellan Indien och Kina, är en potentiell kinesisk-indisk slagmark; Indien har för närvarande mer politiskt inflytande i landet. Detta har två orsaker; det faktum att efter att britterna beviljat suveränitet till sina sydasiatiska ägodelar, blev aldrig protektoratet Bhutan underlagt Indiens administration, med undantag för dess utrikesrelationer inom ramen för Indo-Bhutanfördraget 1949. Den indiska armén patrullerar Bhutans gränser och har spelat en viktig roll i utvecklingen av landets infrastruktur gällande vägar. Dessutom fortsätter Indiens regering att tillhandahålla cirka 60% av Bhutans statsfinansiering.
Den andra anledningen kommer från aggressionen mot Tibet av Kina från 1949 till 1959; tibetanerna har starka kulturella, historiska och religiösa förbindelser med Bhutan.
Bhutan kontrollerar flera strategiska bergspass genom Himalaya, vilket möjliggör resor mellan Tibet och Assam. Dessa pass är också den enda vägen in i landet, och i kombination med århundraden av sin gamla isoleringsspolitik har den kallats Guds bergsfästning. Bhutan har aldrig blivit fullständigt erövrat; britterna försökte göra det med hot mot de låglänta områdena under höglandet, samtidigt som ett protektorat bildades i landet.

## Klimat

Karta över Bhutan som visar Köppens klimatklassifikation

Bhutans klimat är lika varierat som dess höjder och påverkas likt Indien av monsuner. Västra Bhutan påverkas särskilt av monsuner som står för mellan 60 och 90 procent av regionens nederbörd. Klimatet är fuktigt och subtropiskt i södra slätterna, tempererat i de innersta Himalayadalarna i södra och centrala regionerna, och kallt i norr, med snö året runt på de högsta bergstopparna i Himalaya.
Temperaturerna varierar beroende på höjd. Temperaturer i Thimphu, som ligger vid 2 200 meter över havet i västra centrala Bhutan, sträcker sig från cirka 15 till 26°C under monsunperioden i juni till september men faller till mellan omkring -4 och 16°C i januari. Större delen av centrala Bhutan upplever ett svalt och tempererat klimat året runt. I söder bidrar ett varmt, fuktigt klimat ett jämnt temperaturintervall mellan 15 och 30°C året runt, även om temperaturer ibland når 40° C i dalarna under sommaren.
Årlig nederbörd varierar i stor utsträckning i olika delar av landet. I det hårda klimatet i norr kommer det endast cirka 40 millimeter av den årliga nederbörden - främst snö. I de tempererade centrala regionerna är ett årligt genomsnitt på cirka 1 000 mm vanligare och 7 800 mm per år registrerat på vissa ställen i den fuktiga, subtropiska södern, vilket säkerställer den tjocka tropiska skogen eller savann. Huvudstaden Thimphu upplever torra vintermånader (december till februari) och nästan ingen nederbörd till mars, då regnfallet kan vara 20 millimeter en månad och ökar stadigt därefter ända upp till 220 millimeter i augusti för ett totalt årligt nedbörd av nästan 650 millimeter.
Bhutans generella torka börjar i början av mars och varar fram till mitten av april. Sommarvädret börjar i mitten av april med tillfälliga skurar och fortsätter genom monsunperioden i slutet av juni. Sommarmonsunen varar från slutet av juni till slutet av september med kraftiga regn från sydväst. Monsunväder, medför stora regn, hög luftfuktighet, översvämningar och jordskred samt många dimmiga, muliga dagar. Efter regnperioden kommer hösten, från slutet av september eller början av oktober till slutet av november, vilken kännetecknas av ljusa, soliga dagar och några tidiga snöfall i högre höjder. Från slutet av november till mars kommer vintern, med frost över hela landet och snöfall vanligt ovanför höjder på 3 000 meter över havet.

## Glaciärer
Glaciärer i norra Bhutan, som täckte cirka 10 procent av den totala ytan på 1980-talet, är en viktig förnybar vattenkälla för Bhutans floder. Matad med nysnö varje vinter och långsam smältning på sommaren, ger glaciärerna miljontals liter färskvatten till Bhutan varje år. Glaciärernas smältning lägger grunden till monsunfloder, men bidrar också till översvämning. När glaciärerna rör sig tillfälligt och blockerar flodflöden kan nedströmsområden hotas av översvämningar av glaciala sjöar (GLOF), även kallade jökulhlaups.

## Sjöar
I Bhutan finns minst 59 naturliga bergsjöar samt cirka 2 674 glaciala sjöar; ca 25 av dessa issjöar är potentiella faror för GLOF.
Icke-glaciala sjöar i Bhutan täcker sammanlagt cirka 4 250 hektar. De flesta ligger över en höjd av 3 500 meter, och de flesta har inga permanenta mänskliga bosättningar i närheten, men många används för betesmarker och kan ha temporära bosättningar.

## Flodsystem

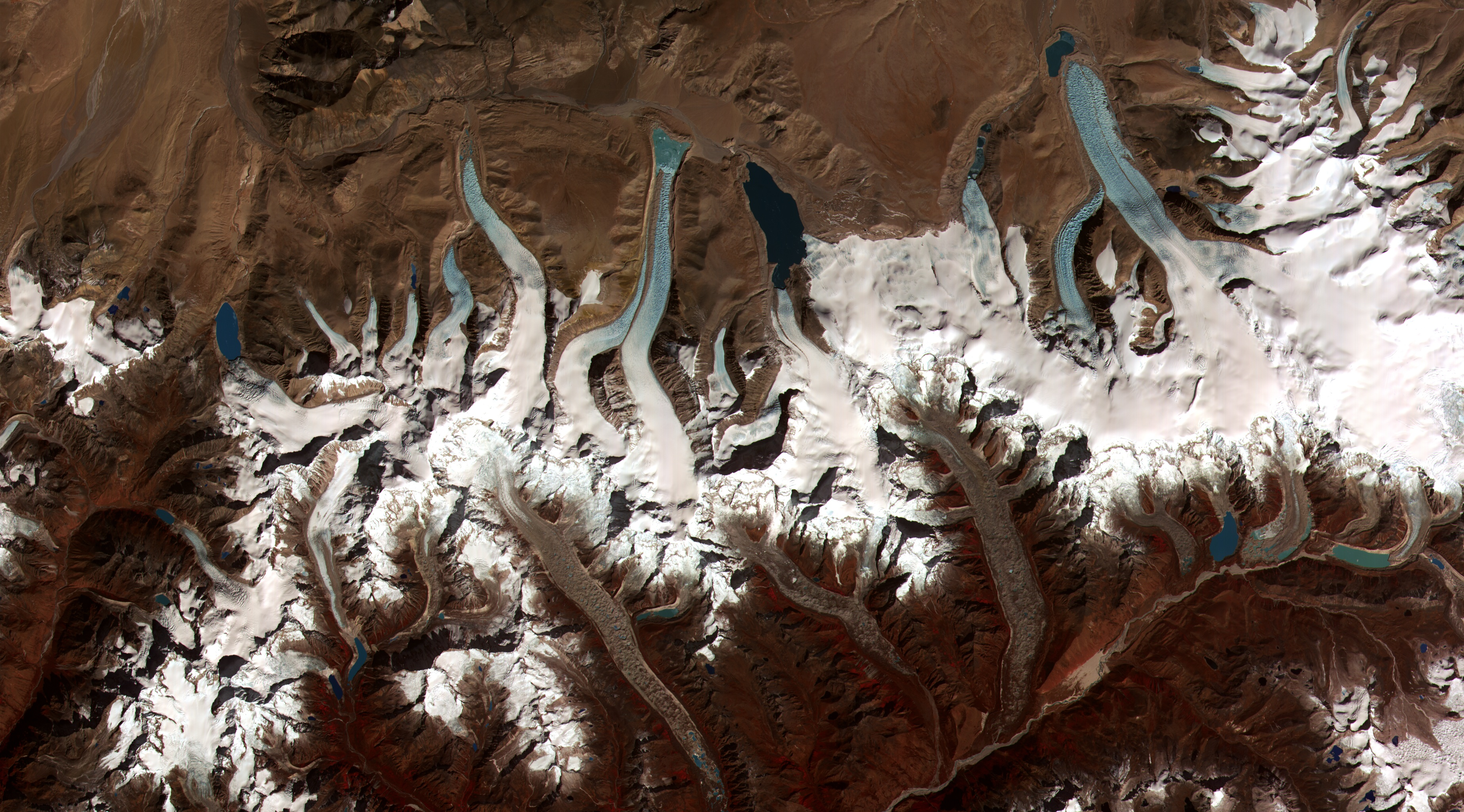
Denna bild visar hur glaciala sjöar har bildats på ytan av de istäckta glaciärerna i norra Bhutan under de senaste decennierna.

Bhutan har fyra större flodsystem; Drangme Chhu, Puna Tsang Chhu (även kallat Sankosh), Wang Chhu och Amo Chhu. Varje flodsystem strömmar snabbt ut från Himalaya, och går söderut för att slutligen anslutas till floden Brahmaputra i Indien, och vidare genom Bangladesh där Brahmaputra ansluts till floden Ganges som flödar in i Bengaliska viken.
Det största flodsystemet, Drangme Chhu, strömmar sydväst från Indiens stat Arunachal Pradesh och har tre stora huvudgrenar;Drangme Chhu, Mangde Chhu och Bumthang Chhu. Dessa grenar bildar Drangme Chhu-bassängen, som sprider sig över större delen av östra Bhutan och förser Tongsa och Bumthangdalarna med vatten. I Duars, där åtta bifloder ansluter, kallas Drangme Chhu för Manas Chhu.
Den 320 kilometer långa Puna Tsang Chhu börjar i nordvästra Bhutan som Mo Chhu och Pho Chhu, som matas av snön från Himalaya. De strömmar söderut till Punakha, där de ansluter sig till Puna Tsang Chhu, som strömmar söderut till Västbengalen i Indien. Den 370 kilometer långa Wang Chhu börjar i Tibet. Wang Chhu strömmar sydost genom västra och centrala Bhutan, genom dalarna Ha, Paro och Thimphu, och fortsätter in i Duars, där den går in i Västbengalen under namnet Raigye Chhu.
Det minsta flodsystemet, Torsa Chhu, som kallas Amo Chhu i norr, strömmar också ut från Tibet till dalen Chumbi, och snabbt genom västra Bhutan innan de breddas nära Phuntsholing och sedan flyter in i Indien.

## Dalar
Bhutans dalar är inkarvade in i Himalaya av dess floder, och bevattnas av smälta glaciärer och monsunregn. Mycket av den bhutanesiska befolkningen har bosatt sig i dalar och låglandet. Trots modernisering och utveckling av transportmedel i Bhutan, vilket inkluderar ett nationellt nätverk av motorvägar, är det fortfarande svårt att ta sig från en dal till den nästa. De västra dalarna är bundna mot öst av Svarta bergen i centrala Bhutan, som bildar ett vattendrag mellan två stora flodsystem, Mo Chhu och Drangme Chhu. De centrala dalarna separeras från öst av Donga. De mer isolerade bergsdalarna skyddar flera små, tydliga kulturella och språkliga grupper.